# R1 Marin AB
R1 Marin AB är ett företag i Bankeryd som bygger och reparerar båtar. Bland annat byggs båtar för sjöräddning. För Sjöräddningssällskapet (SSRS) har man tillverkat rescuerunners. Båtarna byggs i polyester och glasfiber.